# Perry Bamonte
Perry Archangelo Bamonte (Londra, 3 settembre 1960) è un chitarrista inglese, meglio noto per il suo lavoro con la band The Cure.

## Biografia
Perry entra nella band inizialmente come semplice roadie addetto alle chitarre (lo si può vedere nel backstage dell'home video Live in Japan del 1984). Nel 1990, vista la dipartita di Roger O'Donnell, lo sostituisce a tempo pieno, dividendosi tra chitarra e tastiere. Con l'addio di Porl Thompson, egli diventa il primo chitarrista della band.
Sue sono sicuramente le demo originarie per le canzoni Trust da Wish, This Is A Lie da Wild Mood Swings e Anniversary da The Cure.
È stato estromesso dalla band e sostituito dal rientrante Porl Thompson nel maggio 2005, insieme con O'Donnell ma, a differenza di quanto è successo con quest'ultimo, il distacco è stato molto meno polemico: Perry ha pubblicato dei messaggi su un sito di un suo fan dove chiarisce che non porta alcun rancore contro Robert Smith e che augura alla band il meglio. Anche Robert ha ammesso che si sono visti in qualche serata, dimostrando che il cambio nella band è stato esclusivamente dovuto a mutate prospettive musicali.
Ancora Perry non ha deciso cosa fare in futuro, ma è sicuro che ne informerà i fans attraverso internet, attraverso il sito suddetto. C'erano stati alcune indiscrezioni sulla rete che sarebbe entrato a far parte degli Interpol, ma si sono mostrati privi di fondamento.
Perry ha una sorella, Carla, e un fratello più giovane, Daryl, che ha svolto il ruolo di manager della band per tutto il tempo in cui Perry ci ha suonato. Anche lui, comunque, è stato allontanato nel 2005. Perry e Daryl sono molto vicini ai Depeche Mode, essendo stati amici d'infanzia di Martin Gore. Daryl infatti, prima di essere manager dei Cure, ha ricoperto lo stesso ruolo per la band di Gore e soci.
Nel settembre 2012, ha annunciato di essere il nuovo bassista per la band londinese Love Amongst Ruin, capitanata dell'ex Placebo Steve Hewitt.
Il 6 ottobre 2022 Perry  è apparso nuovamente al fianco dei Cure, nella prima data del tour europeo, tenutasi all'Arena di Riga, in Lettonia. Dopo ben 17 anni dall'ultimo concerto con i Cure, Bamonte è quindi rientrato nella line-up della band, quantomeno durante i live, alternandosi tra tastiere e chitarre. 

## Discografia con i Cure
- 1990 - Mixed Up
- 1991 - The Cure Play Out (video)
- 1992 - Wish
- 1993 - Show
- 1993 - Paris
- 1996 - Wild Mood Swings
- 1997 - Galore - The Singles 1987-1997
- 2000 - Bloodflowers
- 2001 - Greatest Hits
- 2003 - Trilogy (video)
- 2004 - Join the Dots: B-sides and Rarities, 1978-2001 (The Fiction Years)
- 2004 - The Cure